# 2千年紀
2千年紀（にせんねんき）は、西暦紀元による2番目の千年紀（ミレニアム）である。西暦1001年から西暦2000年（11世紀から20世紀）に当たる。

## 出来事
11世紀〜14世紀
西洋史において主に中世に区分される
- 東西教会の分裂

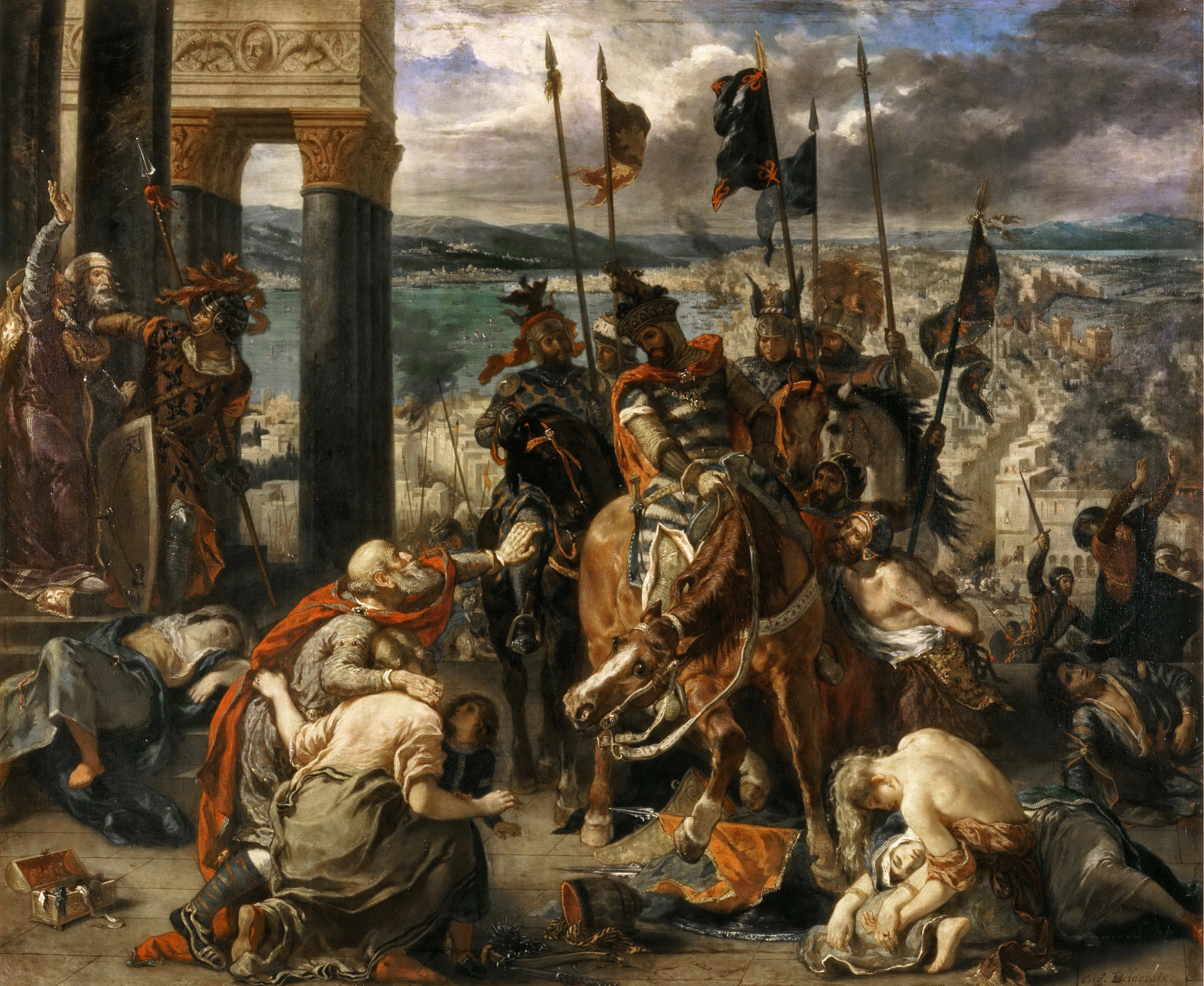
「十字軍のコンスタンティノープルへの入城」（ウジェーヌ・ドラクロワ、1840年作）

モンゴル帝国の発展

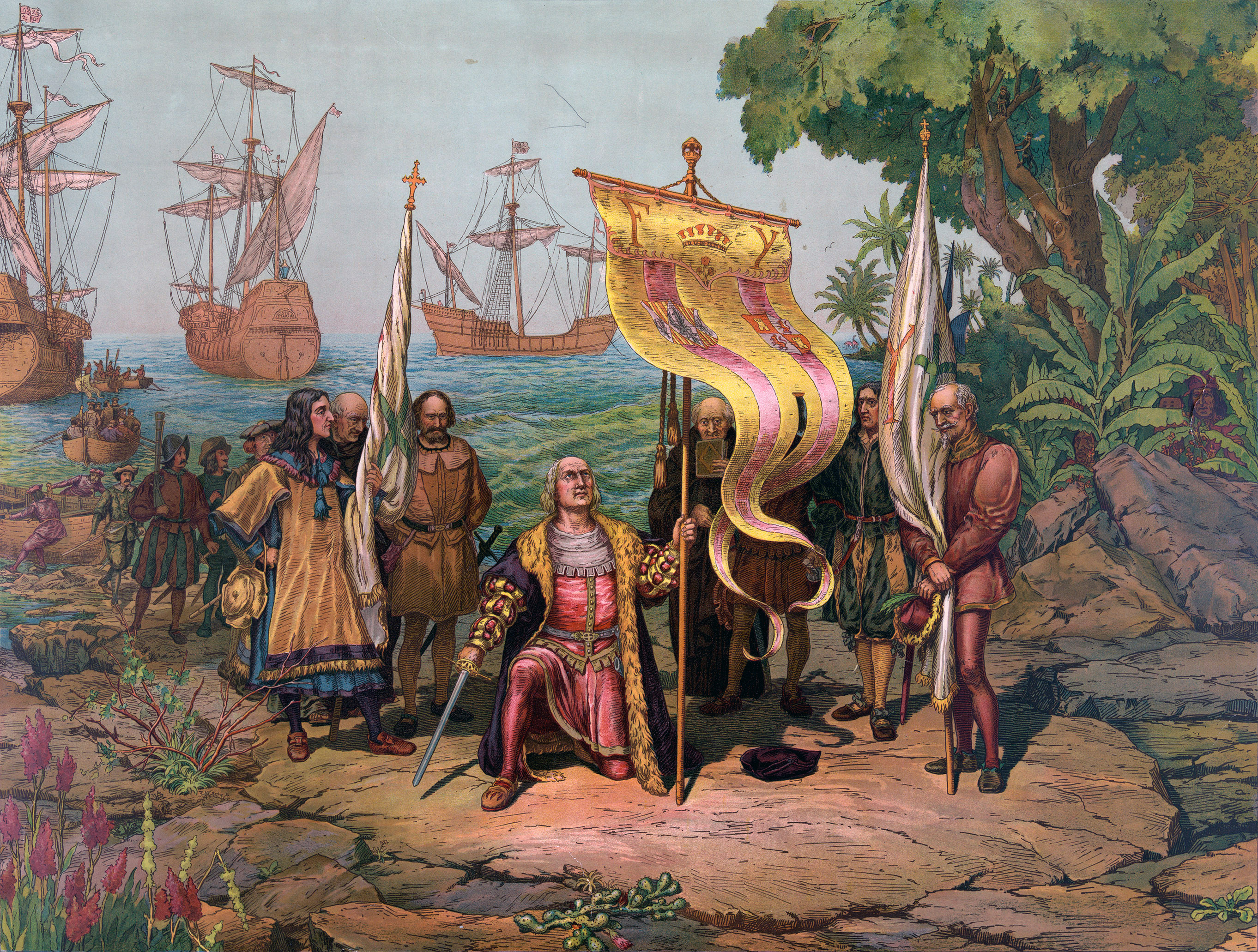
大航海時代　新世界を発見したコロンブス

市民革命　「バスティーユ襲撃」（“The storm of the Bastille”） Jean-Pierre Louis Laurent Houel

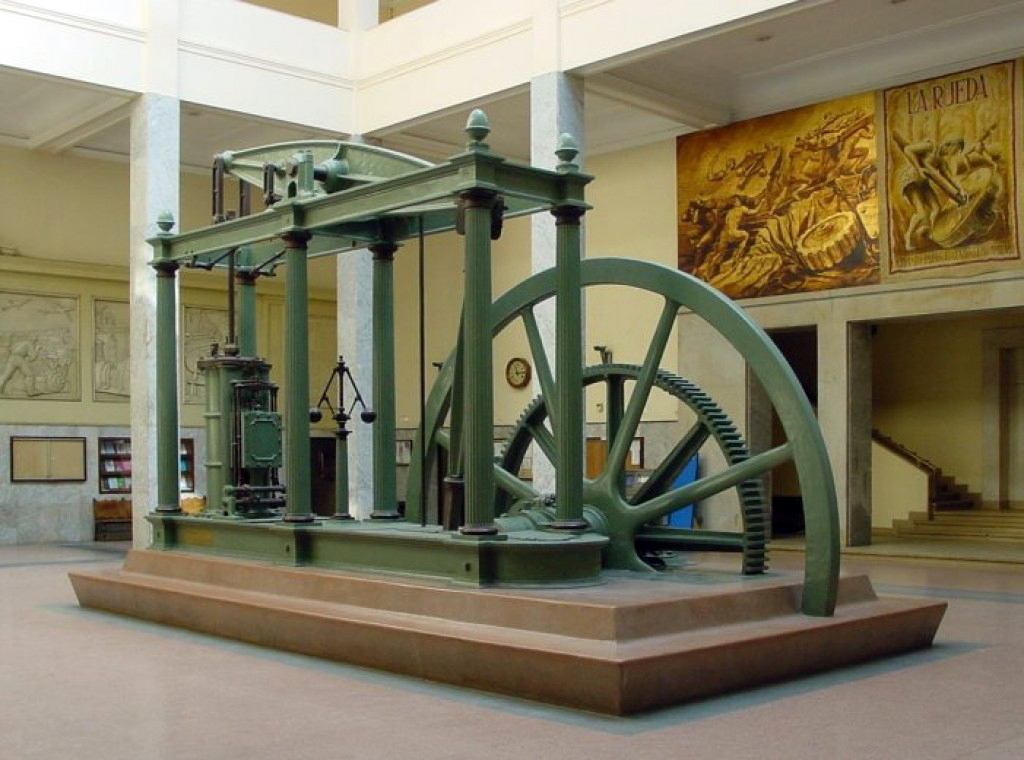
産業革命　ジェームズ・ワットの蒸気機関

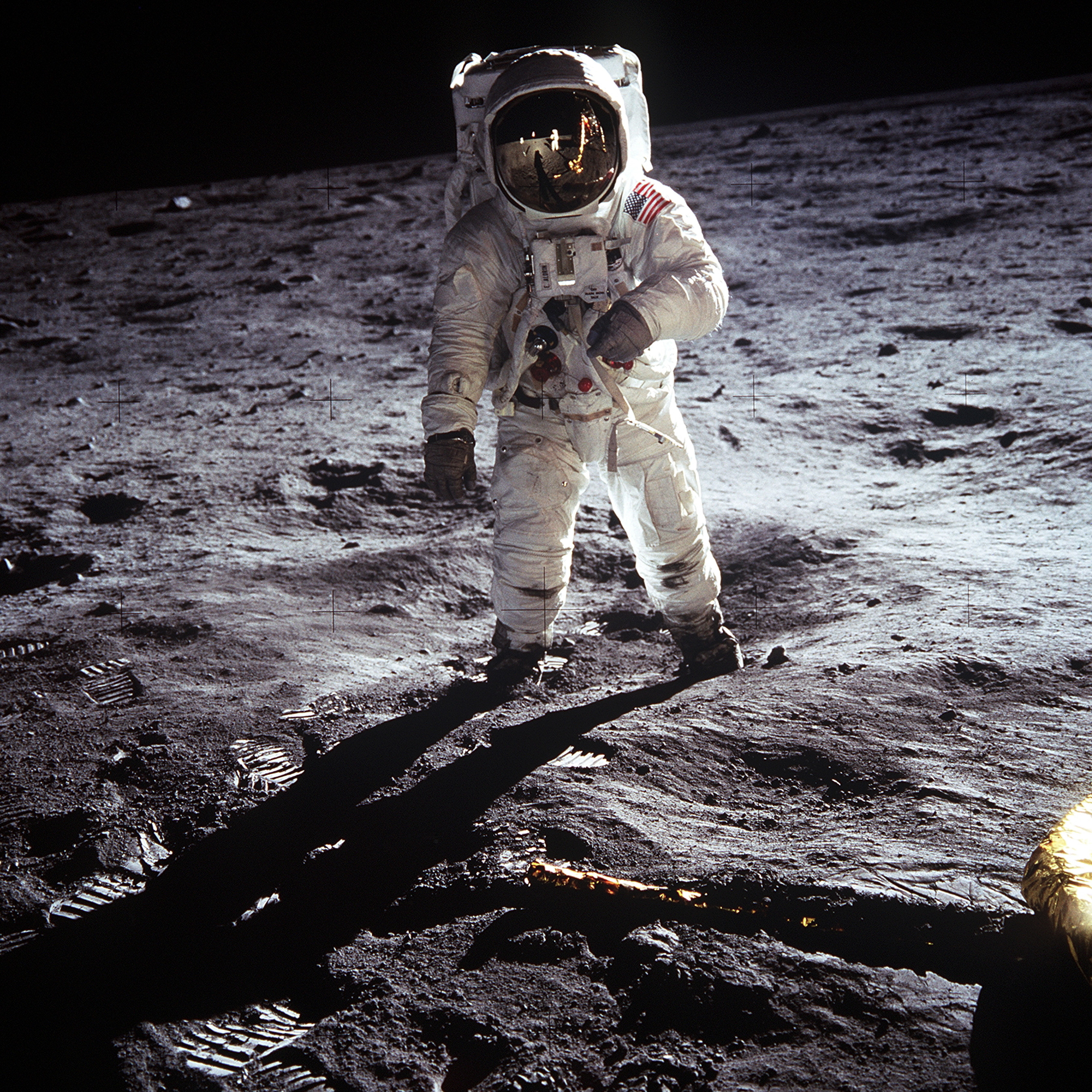
月面着陸　月面でポーズをとるエドウィン・オルドリン（NASA）

- キリスト教圏とイスラム教圏の衝突（十字軍、レコンキスタなど）
- 宋朝における経済・文化の発展、大衆文化の興隆
- ユーラシア大陸の大部分を征した連合国家モンゴル帝国の興亡
- テュルク系イスラム王朝としてセルジューク朝に続き、オスマン帝国が西アジア・東ヨーロッパに台頭（〜17世紀）
- ペストの大流行
14世紀のヨーロッパを始めとするユーラシア大陸で猛威を振るい、全世界でおよそ8,500万人、当時のヨーロッパ人口の三分の一から三分の二にあたる約2,000万から3,000万人が死亡したと推定されている。
- 西アフリカにおけるガーナ王国、マリ王国、ソンガイ王国の繁栄

15世紀〜17世紀
西洋史において主に近世に区分される
- 東ローマ帝国の滅亡
- 欧州におけるルネサンスと宗教改革、宗教戦争（三十年戦争）
- 大航海時代以降、文明の世界化がはじまる
  - ヨーロッパ人によるアメリカ大陸・オーストラリアの発見と植民地化
  - 南北原アメリカ文明（マヤ文明、アステカ文明、アンデス文明）の滅亡
  - コロンブス交換
  - ヨーロッパ人のアメリカ大陸への移動
- 欧州、西アフリカ、西インド諸島等を巡る三角貿易（奴隷貿易）の全盛
- 東インド会社を尖兵とした重商主義帝国の興隆
- 砂糖・茶・コーヒー・タバコなどの嗜好品が世界各地に広まる
- アジア・西ヨーロッパの経済繁栄、人口の増大
- 欧州における科学革命による宇宙観の変化と古典力学の創始、科学的手法の始まり
- 西ヨーロッパで絶対王制から民主政への移行、法の支配の確立

18世紀以降
西洋史において主に近代以降に区分される
- 市民革命と産業革命、世界に広がる近代化と工業化の流れ
- ナショナリズムの高まりと民族国家（国民国家）の形成
- 農業技術の革新、物流の大規模化などによる人口爆発
19世紀初頭に約10億人だった世界人口は20世紀初頭には約15億人、同世紀末には約60億人と爆発的に増加している。
- 農村から都市への人口移動、急速な都市化の進展
- 大量生産・大量消費の生活様式が確立
- アジア・ヨーロッパから南北アメリカ大陸など世界各地への移民、漢民族の膨張
- イスラム教世界の復古主義による再生（ワッハーブ派、イラン・イスラム革命）
- ヨーロッパ人によるアフリカ・アジアの植民地化とそれらの国々の独立
- 二度に渡る世界大戦と核兵器の開発・量産
- 資本主義陣営と共産主義陣営による、世界を二分する冷戦構造の成立と崩壊

2千年紀を通じて形成された事柄（成果・課題など）
- 人権意識の確立
- 科学の発達と自然哲学からの分離、技術との結合
- 政治と宗教、科学と宗教の分離（政教分離）
- 複式簿記・株式会社制度などを通じた商工業の発展
- 18世紀農業革命から20世紀の緑の革命に至る農業技術の革新と農村の構造変化
- 工学・医学の発達、公衆衛生思想の徹底による人類の長寿命化
- ペストやインフルエンザなど世界規模での伝染病の流行
- 古代からの伝統的統治権威体制の滅亡
東ローマ帝国、インド亜大陸の王朝、中華帝国の皇帝支配、エチオピア帝国など
- 世界規模の戦争の勃発、ユーラシアを支配する大帝国の出現
モンゴル帝国、ロシア帝国によるユーラシア大陸の征服
第一次世界大戦、第二次世界大戦
- 帝国主義による世界支配国家の出現
パックス・ブリタニカ、パックス・アメリカーナ
- 世界規模の国際協力機関の成立
国際連盟・国際連合・赤十字社・国際オリンピック委員会
- 活版印刷からインターネットに至る情報・通信技術の発展
マスメディア、有線通信・無線通信の発明と発達、情報革命
- 気球から飛行機、宇宙探査機に至る航空・宇宙開発の進展
- 乱獲と環境破壊による種の大量絶滅

## 重要な人物
- 紫式部 （979年ごろ - 1016年ごろ） -- 日本の小説家
- イブン・スィーナー （980年 - 1037年） -- ペルシャの哲学者・医学者
- 平清盛 （1118年 - 1181年）-- 日本の武将・政治家
- 朱子 （1130年 - 1200年） -- 中国の哲学者・政治家
- サラーフッディーン （1137年/1138年 - 1193年） -- エジプトの将軍、王
- 源頼朝 （1147年 - 1199年）-- 日本の武将・政治家
- チンギス・カン （1155年/1162年/1167年 - 1227年） -- モンゴルの征服者
- クビライ・カアン （1215年 - 1294年）-- モンゴル帝国の皇帝
- トマス・アクイナス （1225年 - 1274年） -- イタリアの神学者
- ダンテ・アリギエーリ （1265年 - 1321年） -- イタリアの詩人
- イブン・バットゥータ （1304年 - 1368年） -- モロッコの探検家
- 足利尊氏 （1305年 - 1358年） -- 日本の武将・政治家
- マンサ・ムーサ （在位 1312年 - 1327年） -- マリ帝国の王
- 朱元璋 （1328年 - 1398年） -- 明王朝の皇帝
- ティムール （1304年 - 1368年） -- 中央アジアの軍人・支配者
- 永楽帝 （1360年 - 1424年） -- 明王朝の皇帝
- 鄭和 （1371年 - 1434年） -- 明王朝の軍人・探検家
- ヨハネス・グーテンベルク （1398年ごろ - 1468年） -- ドイツの技術者、金属活字の発明者
- クリストファー・コロンブス （1451年 - 1506年） -- スペインの探検家
- レオナルド・ダ・ヴィンチ （1452年 - 1519年） -- イタリアの芸術家、哲学者、科学者
- ニコラス・コペルニクス （1473年 - 1543年） -- ポーランドの天文学者、数学者
- マルティン・ルター （1483年 - 1546年） -- ドイツの宗教改革者
- スレイマン1世 （1494年 - 1566年） -- オスマン帝国の皇帝
- フェリペ2世 （1527年 - 1598年） -- スペインの国王
- 織田信長 （1534年 - 1582年） -- 日本の武将・政治家
- 豊臣秀吉 （1537年 - 1598年） -- 日本の武将・政治家
- 徳川家康 （1543年 - 1616年） -- 日本の武将・政治家
- ミゲル・デ・セルバンテス （1547年 - 1616年） -- スペインの脚本家、小説家
- ガリレオ・ガリレイ （1564年 - 1642年） -- イタリアの科学者
- ウィリアム・シェークスピア （1564年 - 1616年） -- イギリスの脚本家、詩人
- ルネ・デカルト （1596年 - 1650年） -- フランスの哲学者、数学者
- ルイ14世 （1638年 - 1715年） -- フランスの国王
- アイザック・ニュートン （1642年 - 1727年） -- イギリスの科学者
- 康熙帝 （1654年 - 1722年） -- 清王朝の皇帝
- ピョートル1世 （1672年 - 1725年） -- ロシアの皇帝
- ベンジャミン・フランクリン （1706年 - 1790年） -- アメリカ合衆国の政治家、科学者
- 乾隆帝 （1711年 - 1799年） -- 清王朝の皇帝
- フリードリヒ2世 （1712年 -1786年） -- プロイセンの皇帝
- ジャン＝ジャック・ルソー （1712年 - 1778年） -- フランスの思想家
- マリア・テレジア （1717年 - 1780年） -- オーストリアの皇帝
- ジョージ・ワシントン （1732年 - 1799年） -- アメリカ合衆国初代大統領
- モンゴルフィエ兄弟　（兄ジョセフ: 1740年 - 1810年、弟ジャック: 1745年 - 1799年） -- フランスの技術者
- トーマス・ジェファーソン （1743年 - 1826年） -- アメリカ合衆国の創立者、大統領
- ヴォルフガング・アマデウス・モーツァルト （1756年 - 1791年） -- オーストリアの作曲家
- マクシミリアン・ロベスピエール （1758年 - 1794年）-- フランス革命の指導者
- 葛飾北斎 （1760年 - 1849年） -- 日本の画家
- ナポレオン・ボナパルト （1769年 - 1821年） -- フランスの軍人、皇帝
- ムハンマド・アリー （1769年? - 1849年） -- エジプトの支配者
- マイケル・ファラデー （1791年 - 1867年） -- イギリスの科学者、発明家
- エイブラハム・リンカーン （1809年 - 1865年） -- アメリカ合衆国大統領
- チャールズ・ダーウィン （1809年 - 1882年） -- イギリスの科学者
- オットー・フォン・ビスマルク （1815年 - 1898年） -- ドイツの首相
- カール・マルクス （1818年 - 1883年） -- ドイツの政治哲学者
- ヴィクトリア （1819年 - 1901年） -- イギリス女王
- 西太后 （1835年 - 1908年） -- 清末期の権力者
- フリードリヒ・ニーチェ （1844年 - 1900年） -- ドイツの哲学者
- トーマス・エジソン （1847年 - 1931年） -- アメリカの発明家
- 東郷平八郎 （1848年 - 1934年） -- 日本の海軍軍人
- 明治天皇 （1852年 - 1912年） -- 日本の天皇
- ジークムント・フロイト （1856年 - 1939年） -- オーストリアの精神分析医
- ニコラ・テスラ （1856年 - 1943年） -- ユーゴスラビアの発明家
- ヘンリー・フォード （1863年 - 1947年） -- アメリカの実業家
- 孫文 （1866年 - 1925年） -- 中国の政治家、革命家
- マハトマ・ガンディー （1869年 - 1948年） -- インドの独立運動家
- ウラジーミル・レーニン （1870年 - 1924年） -- ソビエト連邦の指導者
- ウィンストン・チャーチル （1874年 - 1965年） -- イギリスの首相
- アルベルト・アインシュタイン （1879年 - 1955年） -- ドイツの物理学者
- ヨシフ・スターリン （1879年 - 1953年） -- ソビエト連邦の指導者
- フランクリン・D・ルーズヴェルト （1882年 - 1945年） -- アメリカ合衆国大統領
- アドルフ・ヒトラー （1889年 - 1945年） -- ドイツの独裁者
- チャールズ・チャップリン （1889年 - 1977年） -- イギリスの俳優
- 毛沢東 （1893年 - 1976年） -- 中国の政治家・革命家
- ニキータ・フルシチョフ （1894年 - 1971年） -- ソビエト連邦の指導者
- ルーホッラー・ホメイニー （1900年 - 1989年） -- イランの宗教家、政治家
- ウォルト・ディズニー （1901年 - 1966年） -- アメリカの映画製作者、アニメーター
- 昭和天皇 （1901年 - 1989年） -- 日本の天皇
- 鄧小平 （1904年 - 1997年） -- 中国の政治家・革命家
- 黒澤明（1910年 - 1998年） -- 日本の映画製作者
- ジョン・F・ケネディ  （1917年 - 1963年） -- アメリカ合衆国大統領
- ガマール・アブドゥン＝ナーセル （1918年 - 1970年） -- エジプトの軍人・政治家
- ネルソン・マンデラ （1918年 - 2013年） -- 南アフリカの政治家
- ヨハネ・パウロ2世 （1920年 - 2005年） -- ローマ教皇
- エリザベス2世 （1926年 - 2022年） -- イギリス女王
- フィデル・カストロ （1926年 - 2016年） -- キューバの政治家、革命家
- チェ・ゲバラ （1928年 - 1967年） -- キューバの政治家、革命家
- マーティン・ルーサー・キング・ジュニア （1929年 – 1968年） -- アメリカの公民権運動指導者
- ミハイル・ゴルバチョフ （1931年 - 2022年）-- ソビエト連邦最後の指導者
- エルヴィス・プレスリー （1935年 - 1977年） -- アメリカのロック歌手
- ジョン・レノン （1940年 - 1980年） -- イギリスのロック歌手
- マイケル・ジャクソン （1958年 - 2009年） -- アメリカ合衆国のミュージシャン
- ヨハン・クライフ（1947年- 2016年） --オランダのサッカー選手

## 発明・発見
- 科学的方法
- 印刷、写真
- 火薬と銃
- 電気技術
- 化学合成
- 蒸気機関、内燃機関
- 電磁誘導と電動機、電力機器
- 万有引力、電磁力、原子力
- 分子、原子、量子物理学、相対性理論
- 進化論、遺伝学・分子生物学とDNA（二重らせん構造）
- 数学記号、微積分、非ユークリッド幾何学
- 鉄道、自動車、人類の飛行
- 宇宙飛行と人類の月への到達、宇宙探査・観測技術
- 電子工学と電子機器、コンピュータ
- 有線通信、無線通信、インターネット
- 普通選挙、資本主義と社会主義
- 福祉国家、社会保険制度、社会民主主義

## 各地域の主な政体（時代区分）
2千年紀における各地域の主な政体（時代区分）を名称表記。斜線によって区切られている部分は同時代に併存した政体。
また、太字表記は3千年紀、2012年現在の国家・政体。
アジア
- 日本: 摂関政治/平氏政権/奥州藤原氏（平安時代）⇒鎌倉幕府（鎌倉時代）⇒建武の新政⇒室町幕府（南北朝時代⇒室町時代⇒戦国時代）⇒織豊政権（安土桃山時代）⇒江戸幕府（江戸時代）⇒明治維新⇒大日本帝国（明治時代⇒大正時代⇒昭和時代）⇒連合国占領下⇒日本国
- 沖縄列島: 琉球王国（第一尚氏⇒第二尚氏/薩摩藩）⇒大日本帝国（琉球藩⇒沖縄県）⇒アメリカ統治下（琉球列島米国軍政府⇒琉球列島米国民政府/琉球臨時中央政府⇒琉球政府）⇒沖縄返還⇒日本国（沖縄県）
- 中国（中国大陸・台湾）:  北宋⇒遼/金/南宋⇒元（モンゴル帝国）⇒明⇒清⇒大日本帝国（日本統治時代の台湾）⇒中華民国/中華人民共和国
- 中国（中国東北部・満州）: 遼/金/大真国/東遼⇒元⇒明/海西女直/海西女直/後金⇒清/ロマノフ朝⇒中華民国/ソビエト連邦⇒満州国⇒中華人民共和国/ロシア連邦
- 朝鮮半島: 高麗⇒李氏朝鮮⇒朝鮮総督府（大日本帝国による統治）⇒大韓民国/朝鮮民主主義人民共和国
- ベトナム北部: 前黎朝⇒李朝⇒陳朝⇒胡朝⇒後陳朝⇒北属期（明統治）⇒後黎朝前期⇒莫朝/後黎朝後期/鄭氏政権/阮氏政権⇒西山朝⇒阮朝⇒フランス領インドシナ⇒ベトナム帝国⇒北ベトナム（ベトナム民主共和国）/南ベトナム（コーチシナ共和国⇒ベトナム国⇒ベトナム共和国⇒南ベトナム共和国）⇒ベトナム社会主義共和国
- ベトナム南部: チャンパ王国⇒阮朝（併合により滅亡）
- インド亜大陸: ゴール朝⇒デリー・スルターン朝（チョーラ朝⇒ヴィジャヤナガル王国）⇒ムガル帝国⇒イギリス領インド帝国（イギリスによる統治）・インド共和国/パキスタン・イスラム共和国/バングラデシュ人民共和国

ヨーロッパ
- イギリス（イングランド）: 北海帝国（デーン朝）⇒ノルマン朝⇒アンジュー帝国（プランタジネット朝）⇒イングランド・フランス二重王国（ランカスター朝）⇒ヨーク朝⇒イングランド王国（テューダー朝）⇒グレートブリテン王国（ステュアート朝）⇒イングランド共和国⇒イングランド王政復古⇒グレートブリテン及びアイルランド連合王国（ハノーヴァー朝）⇒グレートブリテン及び北アイルランド連合王国（ウィンザー朝）
- イギリス（スコットランド）: スコットランド王国⇒グレートブリテン王国⇒⇒グレートブリテン及びアイルランド連合王国⇒グレートブリテン及び北アイルランド連合王国
- フランス: フランス王国（カペー朝⇒ヴァロワ朝⇒ブルボン朝）/イングランド勢力（アンジュー帝国⇒イングランド・フランス二重王国）⇒フランス共和国（第一共和政）⇒フランス帝国（第一帝政）⇒フランス王国（ブルボン復古王政⇒七月王政）⇒フランス共和国（第二共和政）⇒フランス帝国（第二帝政）⇒フランス共和国（第三共和政）⇒ヴィシー政権(ナチスの傀儡政権)/自由フランス(ナチスの抵抗勢力)⇒臨時政府⇒フランス共和国（第四共和政⇒第五共和政）
- ドイツ: 神聖ローマ帝国⇒プロイセン王国（ドイツ統一）⇒ライン同盟（フランス帝国の従属国）⇒ドイツ連邦⇒北ドイツ連邦⇒ドイツ帝国⇒ヴァイマル共和政⇒ナチス・ドイツ（第三帝国）⇒フレンスブルク政府⇒連合軍軍政期⇒西ドイツ（西側諸国）/東ドイツ（東側諸国）⇒ドイツ連邦共和国（ドイツ再統一）
- オーストリア: バーベンベルク家（オーストリア辺境伯領）⇒ハプスブルク朝（神聖ローマ帝国）⇒オーストリア帝国⇒ドイツ連邦⇒オーストリア帝国（復興）⇒オーストリア＝ハンガリー帝国・オーストリア共和国（第一共和政）⇒ナチス占領下（アンシュルス）⇒連合軍軍政期⇒オーストリア共和国（第二共和政）
- 神聖ローマ帝国（滅亡）: ザーリアー朝⇒ザクセン朝⇒ホーエンシュタウフェン朝⇒ヴェルフェン朝・ホーエンシュタウフェン朝（再興）⇒大空位時代⇒諸王家⇒ハプスブルク朝⇒ヴィッテルスバッハ朝⇒ハプスブルク＝ロートリンゲン朝⇒ライン同盟成立により崩壊。
- ポーランド: ピャスト朝/プシェミスル朝⇒ヤギェウォ朝⇒第一共和制⇒ポーランド分割⇒ワルシャワ公国⇒ポーランド立憲王国（ロシア領）/クラクフ共和国（オーストリア領）/ポズナン大公国（プロイセン領）⇒ポーランド摂政王国⇒第二共和制⇒亡命政府/ポーランド総督府（ナチス）/ルブリン政権（ソ連）⇒ポーランド人民共和国（ソ連の衛星国）⇒第三共和制
- イタリア: イタリアの歴史を参考にされたし。
- スペイン: 後ウマイヤ朝（イスラム帝国）⇒群小王朝⇒アラゴン連合王国⇒スペイン王国（アブスブルゴ朝⇒ボルボーン朝）⇒第一共和政⇒ボルボーン朝の王政復古⇒第二共和政⇒フランコ独裁政権⇒スペイン王国（ボルボーン朝）
- ポルトガル: 後ウマイヤ朝⇒群小王朝⇒カスティーリャ＝レオン連合王国⇒ポルトガル王国（ボルゴーニャ朝⇒アヴィス朝⇒アブスブルゴ朝⇒ブラガンサ朝）⇒ポルトガル共和国（第一共和政⇒第二共和政⇒第三共和政）
- 東ローマ帝国（滅亡）: マケドニア王朝⇒ドゥーカス王朝⇒コムネノス王朝⇒アンゲロス王朝⇒ラテン帝国（第四次十字軍の簒奪王朝）/帝国の亡命政権（ニカイア帝国/トレビゾンド帝国/エピロス専制侯国）⇒パレオロゴス王朝
- ロシア: ルーシ⇒ウラジーミル・スーズダリ大公国⇒キエフ公国⇒ノブゴロド公国⇒ジョチ・ウルス（タタールのくびき）⇒モスクワ大公国（リューリク朝）⇒ロシア・ツァーリ国（リューリク朝⇒動乱時代⇒ロマノフ家）⇒ロシア帝国（ロマノフ朝）⇒ロシア共和国（ロシア臨時政府）⇒ソビエト連邦（ロシア・ソビエト連邦社会主義共和国）⇒ロシア連邦

アメリカ大陸
- 北アメリカ（カナダ）: ヌーベルフランス（フランス植民）⇒英領⇒カナダ⇒カナダ（イギリス連邦、英連邦王国）
- 中央アメリカ: （植民地時代）⇒13植民地（イギリス植民地）⇒アメリカ独立⇒アメリカ合衆国/アメリカ連合国（南北戦争により分裂。敗戦後、消滅）⇒アメリカ合衆国